# Niche Syndrome
Niche Syndrome (jap. Nicheシンドローム Niche Shindorōmu) – czwarty album studyjny japońskiego zespołu ONE OK ROCK, wydany 9 czerwca 2010 roku. Płyta została wydana w formacie CD i limitowanej edycji CD+DVD. Album osiągnął 4 pozycję w rankingu Oricon i pozostał na listach przebojów przez 290 tygodni. Sprzedano 230 370 egzemplarzy. Album zdobył status platynowej płyty.

## Lista utworów

### CD
| Nr  | Tytuł                                                                         | Słowa     | Kompozycja | Czas |
| --- | ----------------------------------------------------------------------------- | --------- | ---------- | ---- |
| 1.  | "Introduction"                                                                |           |            | 1:00 |
| 2.  | "Never Let This Go"                                                           | Taka      | Taka       | 4:17 |
| 3.  | "Kanzen kankaku Dreamer" (jap. 完全感覚Dreamer)                               | Taka      | Taka       | 4:12 |
| 4.  | "Konzatsu Communication" (jap. 混雑コミュニケーション Konzatsu Komyunikēshon) | Taka      | Taka       | 3:19 |
| 5.  | "Yes I am"                                                                    | Toru/Taka | Toru/Taka  | 3:36 |
| 6.  | "Shake it down"                                                               | Taka      | Toru/Taka  | 3:13 |
| 7.  | "Jibun ROCK" (jap. じぶんROCK)                                                | Taka      | Taka       | 3:47 |
| 8.  | "Liar"                                                                        | Taka      | Toru/Taka  | 3:37 |
| 9.  | "Wherever you are"                                                            | Taka      | Taka       | 4:55 |
| 10. | "Riot!!!"                                                                     | Taka      | Taka       | 4:16 |
| 11. | "Adult Suit" (jap. アダルトスーツ Adaruto Sūtsu)                              | Taka      | Toru/Taka  | 4:11 |
| 12. | "Mikansei kōkyōkyoku" (jap. 未完成交響曲)                                     | Taka      | Toru/Taka  | 3:28 |
| 13. | "Nobody's Home"                                                               | Taka      | Taka       | 9:14 |

### DVD
| Nr | Tytuł                                                         | Czas |
| -- | ------------------------------------------------------------- | ---- |
| 1. | "Kanzen Kankaku Dreamer" (jap. 完全感覚Dreamer) (Music Video) |      |
| 2. | "Jibun ROCK" (jap. じぶんROCK) (Music Video)                  |      |
| 3. | "Liar" (Music Video)                                          |      |
| 4. | "Jibun ROCK Ver.2" < MV Shooting Off Shot >                   |      |
| 5. | "Kanzen Kankaku Dreamer" -2009.11.26 LIVE at Zepp Tokyo-      |      |